# 西成度

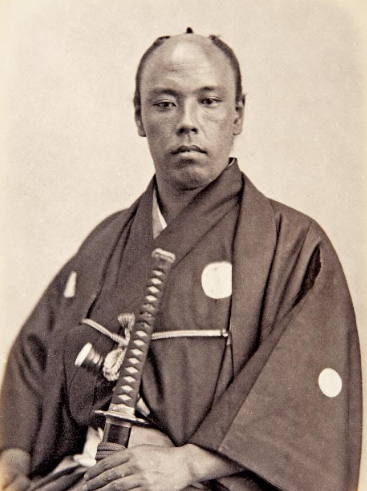
西成度

西 成度（にし なりのり / なりたき / しげのり、1835年7月17日（天保6年6月22日）- 1891年（明治24年）4月5日）は、幕末の阿蘭陀通詞・幕臣・静岡藩士、明治期の司法官。大審院長、東京控訴院長。通称・吉十郎、幼名・松十郎。

## 経歴
肥前国長崎平戸町（現長崎市江戸町）で西家第11代・阿蘭陀通詞の西吉兵衛成量、登美夫妻の長男として生まれる。天保10年8月7日（1839年9月14日）数え5歳で稽古通詞を申し付けられる。以後、小通詞末席、小通詞並、小通詞助、小通詞と昇進。嘉永3年9月（1850年10月）幕府より阿蘭陀通詞に英和辞典編纂の命が下され、『エゲレス語辞書和解』（未完）の編纂者の一人となる。嘉永6年（1853年）ロシア帝国のエフィム・プチャーチンの長崎来航に際して、その応接の取扱掛の一員となる。
長崎海軍伝習所におけるオランダ海軍伝習では、安政2年（1855年）の第一次、安政3年（1856年）の第二次において伝習掛通弁官を務めた。安政5年（1858年）英語教授方となり、さらに外国船取扱掛に任じられた。同年7月、長崎英語伝習所が設立され、楢林栄左衛門（栄七郎、高明）とともに頭取に就任。同年7月21日（8月29日）、急に江戸出府を命ぜられ、同年8月23日（9月29日）外国奉行手付御用、同年10月5日（11月10日）外国奉行支配普請役格となり、森山多吉郎とともに各国外交官との会談の通訳とその会談記録の校正、各国との条約その他外交文書の翻訳や訳文の点検などに従事した。安政6年6月2日 (1859年7月1日）の神奈川開港に伴い神奈川出向となり、通訳と翻訳の激務が続いて健康を害し、同年8月21日（9月17日）江戸に戻り療養した。
横浜鎖港談判使節団に調役並通弁御用として加わり、文久3年12月29日（1864年2月6日）に出航しフランスへ向かい、元治元年7月18日（8月19日）に横浜に帰着した。慶応元年3月17日（1865年4月12日）アメリカ人による長州船密売事件探索のため、上海に派遣され同年4月10日（5月4日）に帰国した。その後、大坂城で外国奉行組頭として鳥羽・伏見の戦いを迎え、江戸に帰還。慶応4年閏4月6日（1868年5月27日）開成所奉行支配組頭勤に任命された。
明治維新後、徳川家に従い駿河に移り、静岡藩の御使番目付助、御使番、御目付、小島藩奉行、権少参事、権大属刑法掛、一等勤番組などを歴任し、明治3年11月23日（1871年1月13日）静岡藩を退任。明治政府に出仕し、明治4年9月7日（1871年10月20日）司法中解部に就任。以後、工部省七等出仕、司法省六等出仕、司法少判事、司法権中判事、神奈川裁判所在勤、五等判事、四等判事、東京上等裁判所長心得、判事、東京上等裁判所長、民法編纂委員、東京控訴裁判所長、条約改正御用掛、大審院詰、高等法院陪席裁判官、判事登用試験委員長、高等法院予備裁判官、大審院刑事第一局長、東京控訴院長、法律取調委員などを歴任。
1890年8月21日、大審院長に就任。病のため1891年4月5日朝に死去。『官報』では「4月7日」に薨去と発表された。

## 栄典
位階
- 1886年（明治19年）10月28日 - 従四位[17]
- 1889年（明治22年）11月5日 - 従三位[18]

勲章等
- 1889年（明治22年）
  - 11月25日 - 大日本帝国憲法発布記念章[19]
  - 12月27日 - 勲二等瑞宝章[20]
- 1891年（明治24年）3月30日 - 旭日重光章[21]

## 英語の門人
- 尺振八、富永冬樹、矢野二郎（次郎兵衛）、益田孝（進）、高島四郎、中牟田倉之助[22]

## 親族
- 孫 西成甫（長男・成一の二男、解剖学者）[23]